# Festival de jazz et de blues d'Édimbourg
Le festival de Jazz et de Blues d'Édimbourg est un festival de Jazz qui a lieu à Édimbourg durant le mois de juillet. Il se déroule chaque année durant dix jours.

## Histoire
Ce festival a eu lieu pour la première fois en 1978. Il était gratuit et se déroulait dans les pubs. Il y a un défilé à Princes Street et divers événements à Princes Street et à Grassmarket. Le festival est devenu plus professionnel durant les années 1980.

## Organisation
Il se déroule dans les pubs de la ville mais également dans des salles de concert, des parcs ou des églises à l'ambiance unique,. Certains chanteurs et groupes comme Buddy Tate, Warren Vaché ou Black Eagles Jazz Band sont régulièrement venus au festival.
Le festival promeut des musiciens locaux, des jam sessions et possède son propre orchestre du festival de jazz d'Édimbourg avec ses propres productions. En 2013, par exemple, cet orchestre a interprété les Concerts Sacrés de Duke Ellington. Les autres musiciens en 2013 étaient Champion Fulton, Jools Holland, Brian Kellock, Malene Mortensen et Tia Fuller.

## Anecdotes
À cause de la pandémie de coronavirus 2019, le festival a été annulé en 2020.